# Olivia Chance
Pour les articles homonymes, voir Chance (homonymie).
Olivia Chance née le 5 octobre 1993 à Tauranga, est une footballeuse internationale néo-zélandaise. Elle évolue au poste d'attaquante et joue au club du Kolbotn IL.

## Carrière

### Carrière en club

#### Clauvelands Rovers
Elle remporte en 2010 la Kate Sheppard Cup (l'équivalent de la Coupe de France), match pendant lequel elle marque trois buts. C'était la première fois en quinze ans qu'un club qui ne soit pas d'Auckland remportait cette coupe.

#### Breiðablik Kópavogur
Elle signe en 2016 pour le club islandais de Breiðablik Kópavogur avec lequel elle remporte la Coupe d'Islande 2016.

### Carrière internationale
Elle participe à la Coupe du monde des moins de 17 ans 2010.
Elle obtient sa première sélection en équipe nationale A lors d'un match contre les Pays-Bas, le 2 mars 2011  (défaite 1-4).
Avec l'équipe de Nouvelle-Zélande, elle remporte la Coupe d'Océanie en 2018, puis participe à la Coupe du monde 2019 organisée en France.